# Útisk
Útisk je trestný čin podle § 177 českého trestního zákoníku, který spočívá ve zneužití něčí tísně nebo závislosti tak, že oběť je donucena něco konat, opominout nebo strpět. 
Za útisk hrozí trest odnětí svobody až na jeden rok a/nebo zákaz činnosti. V případě kvalifikovaných skutkových podstat jako je např. způsobení značné škody nebo úmysl útiskem získat pro sebe nebo pro jiného značný prospěch odnětí svobody na půl roku až na tři léta, resp. na jeden rok až pět let u škody či prospěchu velkého rozsahu.